# Leonardo Padura Fuentes
Leonardo Padura Fuentes (L'Avana, 9 ottobre 1955) è uno scrittore, giornalista, saggista e sceneggiatore cubano.

## Biografia
Leonardo Padura Fuentes nasce nel barrio di Mantilla e compie i suoi studi pre-universitari in quello di La Víbora, barrio nativo di sua moglie Lucía; Leonardo è molto legato a queste zone della città, infatti saranno molto presenti nei suoi romanzi. Padura si laurea alla facoltà di letteratura latino-americana dell'Università dell'Avana e comincia la sua carriera giornalistica nel 1980 per la rivista letteraria El Caimán Barbudo e per il quotidiano Juventud Rebelde.
Il suo primo romanzo, Fiebre de caballos, è una storia d'amore scritta tra il 1983 e il 1984. I sei anni seguenti Padura li passa a scrivere reportage su fatti storici e culturali che, come racconta lui stesso, gli permettevano di trattare tematiche reali in maniera letteraria. Risale proprio a questo periodo la nascita del tenente Mario Conde, personaggio che lo seguirà per tutti gli anni a venire e che gli regalerà un gran successo di pubblico. Il tenente Conde è disordinato, disincantato e spesso ubriaco, è un poliziotto che, secondo la definizione dello stesso Padura, avrebbe voluto fare lo scrittore.
I romanzi che hanno il tenente come protagonista hanno avuto un gran successo internazionale e sono stati tradotti in molte lingue, ottenendo molti premi. Conde, sostiene l'autore in un'intervista, riflette "le vicissitudini materiali e spirituali" che ha dovuto affrontare la sua generazione. "Non credo sia un alter ego. In questi libri Mario Conde è i miei occhi, la forma in cui proietto il mio sguardo sulla realtà cubana", confessa.
Attualmente Padura vive nel barrio di Mantilla, quello che l'ha visto nascere.

## Opere in italiano

### Serie con Mario Conde
- Passato remoto (Pasado perfecto, 1991) (Marco Tropea, 1999 - Bompiani, 2015)[2]
- Venti di quaresima (Vientos de cuaresma, 1994) (Marco Tropea, 2001 - Bompiani, 2015)[2]
- Maschere (Máscaras, 1997) (Marco Tropea, 1997 - Bompiani, 2016)[2]
- Paesaggio d’autunno (Paisaje de otoño, 1998) (Marco Tropea, 1998 - Bompiani, 2016)[2]
- Addio Hemingway (Adiós Hemingway, 2001) (Marco Tropea, 2002)
- La nebbia del passato (La neblina del ayer, 2005) (Marco Tropea, 2008)
- La coda del serpente (La cola de la serpiente, 2011) (Marco Tropea, 2000) 
 Racconto presente (in una versione anteriore) nella raccolta di racconti La banda dei quattro, con Daniel Chavarría, Rolo Díez e Paco Ignacio Taibo II.
- Eretici (Herejes, 2013) (Bompiani, 2015)
- La trasparenza del tempo (Bompiani, 2019)

### Altri romanzi
- (Fiebre de caballos, 1988)
- Il romanzo della mia vita (La novela de mi vida, 2002) (Marco Tropea, 2005)
- L'uomo che amava i cani (El hombre que amaba a los perros, 2009) (Marco Tropea, 2010)
- Come polvere nel vento (Como polvo en el viento, 2020) (Bompiani, 2022)

### Sceneggiature film
- 2002 - Malabana

### Altre opere
- Sentieri di Cuba. Viaggio nella cultura, nelle tradizioni, nei personaggi (con Alex Fleites) (La isla en la luz, 1998) (Pratiche, 1998 - il Saggiatore, 2004)